# François Grimal
Pour les articles homonymes, voir Grimal.
François Grimal, né en 1945 à Caen (Calvados), est un universitaire et anthropologue français, spécialiste de l’Inde et du sanskrit,.

## Biographie

### Parcours
Agrégé de l’université, docteur en études indiennes, habilité à diriger des recherches, François Grimal a d’abord enseigné à l'université de Strasbourg, à l'université de Bourgogne, à l'université de Tunis et à l'université Jawaharlal-Nehru (1974-1978) avant d'enseigner le sanskrit à l'université Paris III en tant que maître de conférences (de 1978 à 1986). Après 2002, il est chargé de conférences à l’École pratique des hautes études, poste qu'il occupe jusqu'à sa retraite.  
Entre temps, il rejoint l’École française d'Extrême-Orient (EFEO) en 1986. Affecté au centre de Pondichéry, il en est le responsable de 1986 à 1999. Il est par la suite directeur du département d'indologie à l’Institut français de Pondichéry de 1988 à 2002. Ces fonctions l’amènent à concevoir et diriger des travaux collectifs d’envergure, dont un dictionnaire des exemples de la grammaire paninéenne et un catalogage informatique des manuscrits sanskrits conservés à l’Institut français de Pondichéry. 
Membre des comités académiques d'évaluation des recherches scientifiques au ministre de l'Enseignement supérieur et membre des jurys de soutenance des thèses et diplômes d’habilitation, il est également membre correspondant de l'Académie des sciences d'outre-mer.

### Vie privée
François Grimal est le fils du latiniste Pierre Grimal, le frère de l'égyptologue Nicolas Grimal et le demi-frère de la latiniste Florence Dupont.   

## Publications
- Le commentaire de Harihara sur le Mâlatîmâdhava de Bhavabhûti, Pondichéry, éd. Institut Français de Pondichéry - Ecole française d’Extrême-Orient, 1999.
- Index des mots de l’œuvre de Bhavabhûti, Pondichéry, éd. Institut français de Pondichéry - Ecole française d’Extrême-Orient, 2005
- Pâninîyavyâkaranodâharanakoçah, La grammaire paninéenne par ses exemples, The Paninian Grammar Through its Examples,, Vol 1, Pondichéry, éd. Institut français de Pondichéry - Ecole française d’Extrême-Orient, 2006
- Pâninîyavyâkaranodâharanakoçah, La grammaire paninéenne par ses exemples, The Paninian Grammar Through its Examples, Vol 2 (avec V. Venkataraja Sarma, S. Lakshminarasimham), Pondichéry, éd. Institut français de Pondichéry - Ecole française d’Extrême-Orient, 2007
- Pâninîyavyâkaranodâharanakoçah, La grammaire paninéenne par ses exemples, The Paninian Grammar Through its Examples, Vol 3/1 (avec V. Venkataraja Sarma, S. Lakshminarasimham), Pondichéry, éd. Institut français de Pondichéry - Ecole française d’Extrême-Orient, 2008
- Pâninîyavyâkaranodâharanakoçah, La grammaire paninéenne par ses exemples, The Paninian Grammar Through its Examples, Vol 3/2 (avec V. Venkataraja Sarma, S. Lakshminarasimham), Pondichéry, éd. Institut français de Pondichéry - Ecole française d’Extrême-Orient, 2009
- Vyutpattivādaḥ. vol. 2 : Vidvanmanoramākhyayā vyākhyayā sahitaḥ [sous la dir. de], Pondichéry, éd. Institut français de Pondichéry - Ecole française d’Extrême-Orient, 2012
- Bhaṭṭoji Dīkṣita on the Gajasūtra [sous la dir. de], Pondichéry, éd. Institut français de Pondichéry - Ecole française d’Extrême-Orient, 2013
- Pâninîyavyâkaranodâharanakoçah, La grammaire paninéenne par ses exemples, Vol 4/1 (avec V. Venkataraja Sarma, S. Lakshminarasimham), Pondichéry, éd. Institut français de Pondichéry - Ecole française d’Extrême-Orient, 2017

- Pâninîyavyâkaranodâharanakoçah, La grammaire paninéenne par ses exemples, Vol 4/2 (avec V. Venkataraja Sarma, S. Lakshminarasimham), Pondichéry, éd. Institut français de Pondichéry - Ecole française d’Extrême-Orient, 2019

## Distinctions
- 2005 : Prix Émile Senart de l'Académie des inscriptions et belles-lettres[7].